# La Tussa
La Tussa és una muntanya de 1.743 metres que es troba al municipi de Toses, a la comarca catalana del Ripollès.